# 百度文库侵权事件
百度文库侵权事件是指自2009年11月12日到2011年3月百度公司旗下百度文库未经著作权持有人许可情况下擅自使用其著作的侵权事件，维权人士为韩寒、慕容雪村、张洪波、王亚非、刘心武、贾平凹等，被告为百度公司。

## 事件

### 事件经过
2011年3月15日，贾平凹、韩寒、慕容雪村、王亚非、刘心武等50位作家在消费者权益保障日公开发布《中国作家声讨百度书》，控诉百度文库的侵权行径。《中国作家声讨百度书》写道：

“我们也是人，同样活在这个尘世，同样有衣食住行之需。我们和所有的手艺人一样，收集篾条，编织篮子；我们和所有的农民一样，埋下种子，期待粮食。我们和你们一样，辛苦工作，然后坐下来吃饭。现在，有个叫‘百度’的小偷闯进我们的家，偷走了我们的粮食，来换取它的股价上涨……”

2011年3月中旬，网友在网络上指出百度的“七宗罪”：模仿抄袭、竞价排名、流氓软件、侵犯版权、技术落后、冒充民族企业、同行恶意竞争，尤其是抄袭谷歌搜索引擎。
2011年3月24日，作家们与百度公司人员进行谈判，但是百度公司不承认侵权和赔偿，使得谈判破裂。随后，作家们发表了联合声明：

1、我们未从本次谈判中看到百度高层对本次谈判及对解决问题的充分诚意，谈判代表的级别一变再变，最后只是几个产品负责人级别代表百度来进行谈判。但我们仍然抱着巨大的诚意与对方进行了长达四个半小时的谈判，我们希望百度高层能够充分意识到版权保护的重要性，不能以儿戏待之。

2、我方认为百度现已成为中国最大的互联网出版平台，应该也必须遵循著作权保护中的“先授权，后使用”原则，基于此，提出了四点基本诉求：百度文库应公开道歉、赔偿损失；百度文库必须立即停止侵权；爱国者百看电子书严重侵害了著作权人的合法权益，百度文库应立即停止向爱国者百看电子书提供内容；百度文库在今后的经营中应切实保障著作权人的合法权益；建立经谈判双方认可的“先审核，后发布”的运营模式。此四条诉求全部被百度方驳回，至此，谈判破裂。

3、百度方面所提出的解决方案，根本不是为了解决本次问题而设计的，而是自至2010年以来精心谋划的朱光模式，我们将其称为“朱光保护费”模式，其核心是用户必须将版权作品名录或全文上传至百度服务器，百度方依托“技术比对系统”保护其版权，这是对权利人的绑架，我们坚决不能接受。

4、我们想提醒媒体和公众注意，百度方从未对其侵权盗版行为表示过任何反思和道歉，本次亦然。

5、由于百度方版权意识的淡薄，解决百度侵权问题任重道远。

6、在本次谈判中，我们已尽了最大努力，但依然未取得任何成果，特此向出版界、作家群体及信任我们的朋友们致歉。

2011年3月25日，韩寒在新浪博客上发表文章《为了食油，声讨百度 （页面存档备份，存于）》来控诉百度文库的侵权行为，文章中提到：“百度很有钱很有门路，据说很多法院他们都能搞的定。百度的公关又很强大，据说很多媒体他们也都搞的定。”，“百度赶上了一个正确的年代，因为只有在这个年代里，你可以肆意的对作家、音乐家影视工作者侵权，当然，最关键的是百度赶上了一个正确的国家，只有在这个国家里，你对几乎全文化行业侵权了以后还能受到庇护。”
2011年3月26日，韩寒在新浪博客上又发布文章《给李彦宏先生的一封信 （页面存档备份，存于）》，文章中说：“您派来几个高傲的中层，始终不承认百度文库有任何的侵权行为。你们不认为那包含了几乎全中国所有最新最旧图书的279万份文档是侵权，而是网民自己上传给大家共享的。你这里只是一个平台。我觉得其实我们不用讨论平台不平台，侵权不侵权这个问题了，您其实什么都心知肚明。您在美国有那么长时间的生活经历，现在您的妻子和女儿也都在美国，您一定知道如果百度开了一个叫百度美国的搜索引擎，然后把全美国所有的作家的书和所有音乐人的音乐都放在百度美国上面免费共享会是什么样的一个结果。您不会这么做，您也不会和美国人去谈什么这只是一个平台，和我没关系，都是网民自己干的，互联网的精神是共享。因为您知道这事儿只有在现在的中国才能成立。而且您也知道谁能欺负，谁不能欺负，您看，您就没有做一个百度影剧院，让大家共享共享最新的电影电视剧。”

### 当事方表态
李彦宏在2011中国深圳IT领袖峰会说：“关于这件事，我已经要求下面的员工去加强管理，我的态度也很明确：管得好就管，管不好就干脆关掉。”对此，慕容雪村、张洪波、王亚非等人认为百度不能光说不练假把式，没有实际行动。

### 作家回应
针对李彦宏“关闭百度文库”的说法，各界反应均为负面言论。
安徽出版集团党委书记、总裁王亚非说：“如有这样的决心，就应该首先主动拿出实际方案去和版权方、作者商量解决问题。反盗版除涉及法律外，道德是个基本要素，不讲道德，不讲规矩，是不会有好结果的。有决心，就要有行动！”
著名作家慕容雪村说：“如果李先生表达的是这样的意思：如果百度文库不能避免侵权，就关掉。这是一个负责任的态度，我本人表示赞赏和欢迎。当然，百度不能仅有口头上的诚意，更应有实际的行动。”“从去年开始，我和沈浩波、王小山几人开始谈论百度侵权的事，现在过去了3个多月，我们的行动已经有了初步的成果。如果百度确有诚意解决问题，我愿意就此收手。”
中国文字著作权协会常务副总干事张洪波说：“李彦宏并非真的要关闭百度文库，而仅仅是一种矫揉造作的姿态。”
作家沈浩波说：“仔细分析目前百度的各种发言，都没有涉及‘改变现有侵权盗版模式’这一核心话题。没有理由可以高兴得太早。看来还是要继续努力。挺累的，但需要有人扛住。”
广州媒体人周筱赟说：“李彦宏这招够狠！这等于是挟持网友，一关闭自然引起大量网友不满，于是把作家推到网友对立面。我在百度文库中搜索过我的文章，但作者署名竟不是我。百度文库把上传者作为作者，还能获得积分，这不是鼓励抄袭剽窃吗？”

### 事件结果
面对作家群体的集体申讨和舆论的强大压力，48个小时的公关无效之后，百度公司二度回应，聲稱「三天内清理完所有作品」，但最後不了了之。